# Елисеев, Алексей Борисович
Алексе́й Бори́сович Елисе́ев (17 марта 1887, д. Лужа — 22 декабря 1942, Ленинград) — советский военачальник, генерал-лейтенант береговой службы (4 июня 1940). Командующий береговой обороны Дальнего Востока и береговой обороны Балтийского района. В начале Великой Отечественной войны — руководитель обороны Моонзудских островов.

## Биография
Родился в деревне Лужа Передольской волости Лужского уезда Санкт-Петербургской губернии в бедной крестьянской семье. Закончил Лужское городское четырёхклассное училище. В 1899 году стал учеником слесаря на казённой судостроительной верфи Нового адмиралтейства (Галерный островок). Затем работал слесарем на заводах «Старый Лесснер» и «Новый Лесснер». В 1905 году принимал участие в забастовках, после чего до 1908 года состоял под гласным надзором полиции.

###### Служба в императорском флоте
Осенью 1908 года призван на Балтийский флот. В 1909 году в Кронштадте окончил школу комендоров. В марте 1910 года — окончил учебно-артиллерийский класс школы строевых унтер-офицеров, выпущен артиллерийским унтер-офицером с назначением плутонговым командиром на крейсер «Россия». Кампанию 1910 года провел на крейсере в составе учебно-артиллерийского отряда. Крейсер вошёл в состав бригады крейсеров Балтийского моря, где Елисеев попал под влияние большевистской пропаганды.
В 1911 году провёл четыре месяца под арестом и следствием в шестом Губернском флигеле Кронштадтской тюрьмы за распространение нелегальной литературы в Балтийском порту, а также за участие в политическом кружке. Выпущен без взыскания, списан на берег и переведен в Петербург.
В октябре 1911 года становится инструктором по артиллерии в Морском корпусе. В октябре 1912 года — старший унтер-офицер, плутонговый командир на крейсере «Россия» (командовал 3-м и 4-м плутонгами). С осени 1912 года по март 1913 года находился в учебном заграничном плавании в Атлантику с заходом на о-в Мадейра, на Канарские, Виргинские и Антильские о-ва. В октябре 1913 года — уволен в запас и стал работать слесарем на картонажной фабрике Маркуса в Петербурге.
1 июля 1914 года призван на Балтийский флот по мобилизации, назначен на Линкор «Слава», позже был списан на берег, назначен командиром орудия 75-мм батареи № 32 на о-ве Шильдау в Моонзундском архипелаге. В августе 1914 года — командир плутонга 152-мм батареи № 33 на о-ве Вердер.
С мая 1916 года — командир 75-мм аэробатареи (зенитной батареи) № 33а с производством в артиллерийские кондукторы. Награждён за бои в Моонзунде Георгиевскими медалями и Георгиевскими крестами III и IV степени. В декабре 1916 года произведен в мичманы.

###### Участие в революционных событиях
В феврале 1917 года был избран председателем комитета батареи № 33а и членом Центрального комитета Моонзундских укрепленных позиций (г. Аренсбург, о-в Эзель).
17 октября 1917 года — под огнём немецких кораблей, подошедших к Вердеру, «вывел личный состав из боя и благополучно прибыл в Ревель, а затем в город Ораниенбаум». 25 октября 1917 года по собственной инициативе составил отряд из матросов и солдат запасного пулемётного полка, с которым успел принять участие в штурме Зимнего дворца.
Подавлял восстание кадетов в Пажеском корпусе, занимался охраной мостов и застав на въезде в город. Был избран в Центральный комитет Балтийского флота (Центробалт) представителем от морских команд, прибывших с Моонзундских позиций. Добился разрешения на демобилизацию этих команд. В конце октября 1917 года демобилизовался.
Позже трудился слесарем паровозных мастерских службы тяги Николаевской железной дороги. Был председателем комитета паровозных мастерских.
С 1 февраля 1918 года — кандидат в члены РКП(б). А с 1 мая 1918 года — член РКП(б). Активно участвовал в подавлении стачек железнодорожников. Был избран в члены Петроградского Совета рабочих и солдатских депутатов от паровозных мастерских.
Участвовал в разоружении боевых дружин левых эсеров, оборонявшихся в здании бывшего Пажеского корпуса в Петрограде. 30 июля 1918 года — на заседании Петроградского Совета после сообщения Г. Е. Зиновьева о падении Казани внес предложение о формировании добровольческих отрядов для отправки в армию на Волгу.

###### Участие в Гражданской войне
С началом войны отправился в действующую армию под Казань, оставив в Петрограде молодую жену с четырёхмесячным ребёнком. Прибыл на станцию Свияжск и принял участие в штурме г. Свияжска.
Был помощником начальника артиллерийского снабжения Восточного фронта. Разыскав в тупиках спрятанные вагоны с боеприпасами, снаряжением и обмундированием, спас от катастрофического положения войска 5-й армии. Позже откомандирован в Нижний Новгород, на вновь сформированную Волжскую военную флотилию в качестве флагманского артиллериста.
Вернулся в Свияжск, где по личному распоряжению наркомвоенмора Л. Д. Троцкого занялся «приведением в порядок» отступавших частей Красной Армии. Во главе карательного отряда разоружал отступавшие части, расстреливая каждого десятого.
Был командиром вооруженного парохода № 5 («Ваня») и Особого отряда моряков Волжской военной флотилии. 10 сентября 1918 года — во время штурма Казани прорвался с четырьмя вооруженными пароходами к пристани Казани, обстрелял город и высадил десант, захватив в плен две роты солдат, и штабные документы. Получил личную благодарность Л. Д. Троцкого и был награждён часами с секундомером в корпусе из вороненой стали.
Участвовал во взятии г. Богородска. Во главе отряда вооруженных пароходов двигался вверх по Каме, захватывая прибрежные населенные пункты. Отличился при взятии г. Елабуги, под звуки «Интернационала» взяв хорошо укрепленный город за 20 минут, захватив 50 орудий и потопив два вооруженных парохода. Получил ранение в руку. За голову Елисеева назначена награда в 80 000 золотых рублей.
1 октября 1918 года — попал в засаду под Пьяным Бором, успел выпрыгнуть за борт тонущего парохода и, продержавшись 37 минут в холодной воде, был подобран подошедшим миноносцем.
Совмещал обязанности флагарта и командира особого отряда и отряда кораблей с должностью командира плавбатареи «Атаман Разин». Командуя отрядом из трех миноносцев, освободил 426 пленных партийных и советских работников под г. Сарапул. 24 октября 1918 года — начальник отряда судов Волжской флотилии, действовавшего на р. Каме. Вел активные боевые действия, закончившиеся занятием Ижевского и Воткинского заводов.
В середине ноября 1918 года привел корабли в Нижний Новгород для ремонта на Сормовском заводе. Назначен комиссаром штаба Волжской флотилии и ответственным за ремонт кораблей. Жестоко подавил восстание рабочих Сормовского завода с использованием пулемётов.
Март-август 1919 года — комиссар морской оперативной разведки и контрразведки. Ноябрь 1919 года — начальник отряда судов особого назначения в районе Астрахани. Зима 1919—1920 — комиссар Северного отряда судов Волжско-Каспийской флотилии. Участвовал в боях за Царицын.
8 мая 1920 года — начальник бригады крейсеров Волжско-Каспийской флотилии. 17 мая 1920 года — вышел в море, держа флаг на вспомогательном крейсере «Роза Люксембург» (бывший танкер, вооруженный 130-мм артиллерией), для участия в Энзелийской операции.
16 июня 1920 года — комиссар Волжско-Камского и Азербайджанского флота. 5 июля 1920 года — выехал на Южный фронт. Июль 1920 года — командир бригады бронепоездов Южного фронта.

###### Служба на Балтийском и Черноморском флотах
Август 1920 года — комендант форта Красная Горка и помощник начальника артиллерии Кронштадтской крепости. Осень 1920 года — восстановил боеспособность форта после мятежа в июне 1919 года. В январе 1921 года — оставил морскую службу. Март 1921 года — командуя фортом Красная Горка, выступил против Кронштадтского мятежа. 15 марта 1921 года — вел артиллерийский обстрел фортов Кронштадта и мятежного линкора «Севастополь», повредив последний прямым попаданием 305-мм снаряда. Награждён орденом Красного Знамени. Петроградский совет рабочих и крестьянских депутатов вручил ему серебряный портсигар с надписью «Честному воину от Петроградского СРКД». Командование Балтфлота наградило его серебряными часами с золотой цепочкой и надписью «Честному моряку за проявленную энергию от Комбалтфлотом».
С 23 марта 1921 года — по совместительству назначен помощником коменданта Кронштадтской крепости по военным делам. В апреле-июне 1921 года — занимался восстановлением и перевооружением форта Красная Горка.
16 июня 1921 года стал комендантом и комиссаром приморской крепости Кронштадт. За заслуги по восстановлению крепости объявлена благодарность в приказе по Петроградскому военному округу. Общее собрание командно-комиссарского состава избрало Елисеева Почетным красноармейцем Кронштадтской крепости и Петроградского укрепленного района.
Зимой 1921 —1922 годов во главе отряда из состава кронштадтского гарнизона участвовал в подавлении Карельского восстания. 16 мая 1922 года — Командир 2-го Балтийского флотского экипажа.
Март 1924 года — начальник и комиссар учебного отряда Морских Сил Балтийского моря. Октябрь 1924 года — комендант и комиссар приморской крепости Севастополь. Октябрь 1925 года — Начальник Береговой обороны Чёрного моря с оставлением в должности коменданта крепости Севастополь.
В декабре 1926 года откомандирован в Ленинград для учёбы на Курсах усовершенствования высшего начальствующего состава при Военно-морской академии (КУВНАС). В ноябре 1927 года — командующий Береговой обороной Балтийского моря и комендант Кронштадтской крепости. В качестве коменданта занимался модернизацией вооружения фортов Тотлебен и Обручев и батареи Серая Лошадь, а также формированием и боевой подготовкой 5-го морского железнодорожного артиллерийского дивизиона.

###### Служба на Дальнем Востоке
В марте 1932 года — командующий Береговой обороной Дальнего Востока. Занимался устройством и формированием артиллерийских батарей в районе Владивостока. В октябре 1932 года предложил создать пулемётную оборону побережья и построить на наиболее десантоопасных участках побережья ДОТы и орудийные полукапониры. В мае 1933 года — комендант и комиссар Владивостокского укрепрайона. Фактически исполнял обязанности помощника командующего Морских Сил Дальнего Востока по вопросам береговой обороны.
26 ноября 1935 года присвоено персональное воинское звание комдив. В 1936 году за заслуги в укреплении обороноспособности Дальнего Востока награждён орденом Красной Звезды, а в 1938 году медалью «XX лет РККА».
В декабре 1937 года — снят с должности комиссара укрепрайона, сохранив за собой должность коменданта. В апреле 1938 года — арестован. Под давлением следствия оговорил себя, но затем отказался от признательных показаний. Провёл в тюрьме 18 месяцев.

###### Советско-финская война и предвоенный период
В октябре 1939 года освобожден по ходатайству наркома РККФ Н. Г. Кузнецова, восстановлен в кадрах РККФ и назначен комендантом Северного укрепленного района Балтийского флота.
В июне 1940 года — Генерал-майор береговой службы, комендант сектора береговой обороны военно-морской базы Ханко и временно исполняющий должность командира базы. В мае 1941 года — комендант Береговой обороны Прибалтийской военно-морской базы.

###### Великая Отечественная война
С начала войны возглавлял силы, задействованные в обороне Рижского залива и Моонзунда.
Командир береговой обороны Балтийского района, он же комендант всех островов, или, как мы его величали в телеграммах, «К-р БОБР», генерал-майор А.Б. Елисеев — старый балтийский матрос-большевик вместе с бригадным комиссаром Г.Ф. Зайцевым вложили много энергии, чтобы подготовить достойный отпор врагу. Их труд не пропал даром — каждый остров превратился в могучую крепость. Большую помощь оказывал им начальник политотдела полковой комиссар Л. Е. Концов (Пантелеев Ю. А. Полвека на флоте).
С 29 июня 1941 года — комендант вновь созданной Береговой обороны Балтийского района (БОБР) со штабом в г. Аренсбург (Куресааре), которая объединила оборону всех Моонзундских островов с задачей не допустить высадки морских десантов с западного направления и германского судоходства в Рижском заливе. 8 августа — 4 сентября 1941 года участвовал в организации налетов авиации Балтфлота на Берлин с аэродромов, расположенных на о-ве Эзель. 16 сентября 1941 года — Генерал-лейтенант береговой службы. Награждён вторым орденом Красного Знамени.
3 октября 1941 года с частью штаба отошёл на о. Даго. 20 октября 1941 года эвакуирован с острова на специальном самолёте, присланном из Кронштадта.
С 21 октября 1941 года — помощник командующего Балтийским флотом по береговой обороне и комендант Кронштадтской военно-морской базы. С 31 октября 1941 года — одновременно комендант военно-морской крепости Кронштадт. В апреле 1942 года стал начальником Научно-испытательного морского артиллерийского полигона (НИМАП), в декабре снят с должности.
Оставшись в разгар войны без назначения, Елисеев впал в глубокую депрессию и 22 декабря 1942 года покончил с собой, застрелившись из табельного оружия.

## Награды
- 2 ордена Красного Знамени (1921; 17.01.1942)
- орден Красной Звезды (1936)
- медаль «XX лет РККА» (22.02.1938)